# Андреева, Лариса Анатольевна
Лари́са Анато́льевна Андре́ева (род. 25 ноября 1969 года, Будапешт, Венгрия) — российский исследователь философии религии, христианской теологии, истории Христианских церквей. Доктор философских наук. Ведущий научный сотрудник Института Африки РАН, главный научный сотрудник Ленинградского государственного университета имени А. С. Пушкина, профессор РАН.

## Биография
Родилась 25 ноября 1969 года в Будапеште (ВНР).
В 1991 году окончила Российский государственный гуманитарный университет.
В 1996 году в Российском независимом институте социальных и национальных проблем защитила диссертацию на соискание учёной степени кандидата философских наук по теме «Особенности государственно-церковных отношений в СССР в 80-е годы» (специальность: 09.00.06 — теория и история религии, свободомыслия и атеизма).
В 2003 году в Московской гуманитарно-социальной академии защитила диссертацию на соискание учёной степени доктора философских наук по теме «"Политическая" теология христианства, феномен Наместника Христа и наместническая модель сакрализации власти» по специальности 09.00.13 — религиоведение, философская антропология и философия культуры.
С 2000 года — работа в Институте Африки РАН, в Центре цивилизационных и региональных исследований: ведущий научный сотрудник (с 2017 — совместитель).
С 2017 года — работа в Ленинградском государственном университете имени А. С. Пушкина, в Научно-исследовательском центре религиоведческих и этнополитических исследований: главный научный сотрудник.
Учёное звание — профессор РАН.

## Сфера научных интересов
Проблемы сакрализации власти в различные периоды, процессы секуляризации общественного сознания и культуры, их роль в формировании глобальных процессов и проектов переустройства мира, в расстановке мировых политических сил, религиозный традиционализм, модернизм и фундаментализм, цивилизационные трансформации и кризисы.

## Основные труды

### Индивидуальные монографии
- Андреева Л. А. «Местник Божий» на царском троне: христианская цивилизационная модель сакрализации власти в российской истории. — М.: Институт Африки РАН. 2002. — 223 с. — ISBN 5-201-04890-0
- Андреева Л. А. Сакрализация власти в истории христианской цивилизации: латинский Запад и православный Восток. — М.: Ладомир. 2007. — 304 с. — ISBN 978-5-86218-432-7
- Андреева Л. А. Феномен секуляризации в истории России: цивилизационно-историческое измерение. — М.: Институт Африки РАН. 2009. — 197 с. — ISBN 5-912-98026-X
  - s:Рецензия на монографию Андреевой Л. А. «Феномен секуляризации в истории России» (Бабкин)

### Коллективные монографии
- Андреева Л. А., Саватеев А. Д. Религиозный опыт народов Тропической Африки: психологический и социокультурный аспекты. — М.: Институт Африки РАН. 2012.
- Андреева Л. А., Горохов С. А., Мосейко А. Н., Пономаев И. В., Саватеев А. Д., Харитонова Е. В. Цивилизационные альтернативы Африки.  — М.: Институт Африки РАН. 2016. Т. I. Ч. 2.
- Андреева Л. А. (в соавторстве). Идентичность: личность, общество, политика. — М.:  Изд. «Весь мир». 2017.

### Ответственное редактирование
- Сакрализация власти в истории цивилизаций. Российская академия наук, Центр цивилизационных и региональных исследований / Отв. ред. Л. А. Андреева, А. В. Коротаев. — М.: Институт Африки РАН.  2005. Сер. Цивилизационное измерение. Т. XII. Ч. 2 и 3.

### Официальное («титульное») рецензирование
- Реформация и Революция: Европа в поисках нового понимания религии: сб. науч. тр. / Под ред. Р. Н. Лункина и О. К. Шиманской. — М.: ИЕ РАН, 2020. — 220 с. — 200 экз. — ISBN 978-5-98163-141-2

### Основные статьи
- Андреева Л. А. Культ революционных мучеников и культ В. И. Ленина // Общественные науки и современность. 2018. № 5. С. 102—104.
- Андреева Л. А., Смирнов М. Ю., Щербаков В. П. Процесс дехристианизации в Европейском союзе // Современная Европа. 2018. № 5 (84). С. 120—130.
- Андреева Л. А. Миграционные потоки «южных» христиан из стран Тропической Африки в секулярную Европу в начале XXI века: встреча «северного» и «южного» христианства // Контуры глобальных трансформаций: политика, экономика, право. 2018. Т. 11. № 4. С. 206—218.
- Андреева Л. А. Трансформация христианства в XXI в.: феномен «южного христианства» // Социологические исследования. 2017. № 5. С. 76—83.
- Андреева Л. А. Деевропеизация христианства в XXI в.: феномен «южного христианства» // Общественные науки и современность. 2017. № 2. С. 142—152.
- Andreeva, L. A., Andreeva L. K. The Social and Political Role of the Russian Orthodox Church as Perceived by College Students // Russian Education and Society. — NY.: 2015. Т. 57. № 2. С. 97—105.
- Андреева, Л. А., Андреева, Л. К. Секулярный или постсекулярный мир? Верификация концепций // Социологические исследования. 2015. № 3. С. 82—88.
- Андреева Л. А. Европа: Секулярный или постсекулярный мир? // Общественные науки и современность. 2014. № 5. С. 157—165.
- Андреева Л. А. «Цареславие» в России // Общественные науки и современность. 2013. № 1. С. 121—134.
- Андреева, Л. А., Андреева Л. К. Общественно-политическая роль РПЦ в восприятии студенчества // Социологические исследования. 2013. № 10. С. 115—119.
- Андреева Л. А. Христианство в Тропической Африке (по данным социологических исследований) // Азия и Африка сегодня. 2013. № 3 (668). С. 38—40.
- Андреева Л. А. Христианство в начале XXI века в Африке южнее Сахары: количественные и качественные характеристики // Восток. Афро-Азиатские общества: история и современность. 2013. № 3. С. 35—43.
- Андреева, Л. А., Элбакян Е. С. Религиозное образование в России: опыт прошлого и настоящего // Труд и социальные отношения. 2013. № 2. С. 131—140.
- Андреева Л. А. Содержание и формы религиозного опыта. В сборнике: Религиозный опыт народов тропической Африки: психологические и социокультурные аспекты. Федеральное государственное бюджетное учреждение науки Институт Африки РАН. Москва, 2012. С. 11—20.
- Андреева Л. А. Введение. В сборнике: Религиозный опыт народов тропической Африки: психологические и социокультурные аспекты. Федеральное государственное бюджетное учреждение науки Институт Африки РАН. — М.: 2012. С. 5—10.
- Андреева Л. А. Пророк как носитель религиозного опыта в афрохристианстве: Уильям Ваде Харрис.В сборнике: Религиозный опыт народов тропической Африки: психологические и социокультурные аспекты. Федеральное государственное бюджетное учреждение науки Институт Африки РАН. — М.: 2012. С. 82-97.
- Andreeva L. K., Andreeva L. A. The Religiosity of yong people in college // Russian Education and Society. — NY.: 2012. Т. 54. № 1. С. 47—54.
- Андреева Л. А., Элбакян Е. С. Отношение к духовенству сословий и социальных групп Российской империи (начало XX в.) // Социологические исследования. 2011. № 10. С. 69—80.
- Андреева Л. А. Пророк как носитель религиозного опыта в афрохристианстве: Уильям Ваде Харрис // Восток. Афро-Азиатские общества: история и современность. 2011. № 4. С. 23—32.
- Андреева Л. А. «Православный строй» и коммунистический режим. Революционные события и православие // Общественные науки и современность. 2010. № 6. С. 105—114.
- Андреева Л. А, Андреева Л. К. Религиозность студенческой молодежи. Опыт сопоставления с религиозностью россиян // Социологические исследования. 2010. № 9. С. 95—98.
- Андреева Л. А. Свержение монархии в 1917 году: крушение трона и алтаря // Общественные науки и современность. 2009. № 3. С. 90—99.
- Андреева Л. А. Женщины-правители в роли наместников Божества // Мужчина и женщина. Кн. 2. Эволюция отношений. Отв. ред.: Н. А. Ксенфотова, А. А. Казанков.  — М.: Институт Африки РАН, 2007.
- Андреева Л. А. Феномен религиозного индифферентизма в Российской империи // Общественные науки и современность. 2008. № 4. С. 114—124.
- Андреева Л. А. Процесс рехристианизации в секуляризованном российском обществе // Социологические исследования. 2008. № 8. С. 67—73.
- Андреева Л. А. Секулярное и религиозное в преобразованиях Петра I // Общественные науки и современность. 2006. № 4. С. 88—89.
- Андреева Л. А. Модернизация России в начале XVIII века в контексте традиционных и новых секулярных ценностей // Цивилизации. 2006. № 7. С. 192—206.
- Андреева Л. А. Российские религиозные практики в универсальном контексте // Общественные науки и современность. 2005. № 3. С. 97—106.
- Andreeva L. Religius Practices in Russia // Woldmark Еncyclopedia of Religius Practices. — Detroit, Michigan: The Gali Group, 2005.
- Andreeva L. Religius Practices in Belorussia // Woldmark Еncyclopedia of Religius Practices. — Detroit, Michigan: The Gali Group, 2005.
- Андреева Л. А. Сакрализация власти посредством догмата о Наместничестве Христа как евразийская модель политической культуры // Цивилизации. 2004. № 6. С. 96—127.
- Андреева Л. А. Процесс дехристианизации в России и возникновение квазирелигиозности в XX веке // Общественные науки и современность. 2003. № 1. С. 90—99.
- Andreeva L. Westernisation of Islam as Phenomenon of Religiosity’s Transformation under Globalization // Globalization and the Dialogue of Civilizations. Cairo, 2002.
- Андреева Л. А. Христианство и власть в России и на Западе: компаративный анализ. 2001. № 4. С. 85—94.

### Рецензии
- Андреева Л. А. Рец. на кн.: Дударёнок С. М., Сердюк М. Б. История протестантских церквей Приморского края // Диалог со временем. 2015. № 51. С. 388—395.
- Андреева Л. А. Рец. на кн.: Бабкин М. А. Священство и Царство (Россия, начало XX в. – 1918 г.). Исследования и материалы // Вопросы философии. 2012. № 10. С. 181—182.

## Избранные интервью
- Кротов Я. Г., священник. Программа «С христианской точки зрения»: тема — «Сакрализация власти» // Радио «Свобода», 20.12.2007